# Alphonse Boelens
Alphonse Boelens (1877-1936) est un architecte belge de la période Art nouveau qui fut actif à Bruxelles.
De l'avis général, son chef-d'œuvre est la villa De Rooster qu'il construisit au numéro 103 de l'avenue Besme à l'âge de 26 ans seulement.

## Biographie
Alphonse Boelens était le frère de l'architecte Victor Boelens (1872-1955), avec qui il travailla aux environs de 1900.
Tous deux se situaient à la limite de l'éclectisme et de l'Art nouveau géométrique.
Alphonse Boelens fut architecte communal d’Ixelles à partir de 1908 alors que son frère Victor était architecte de la commune d'Uccle.

## Réalisations

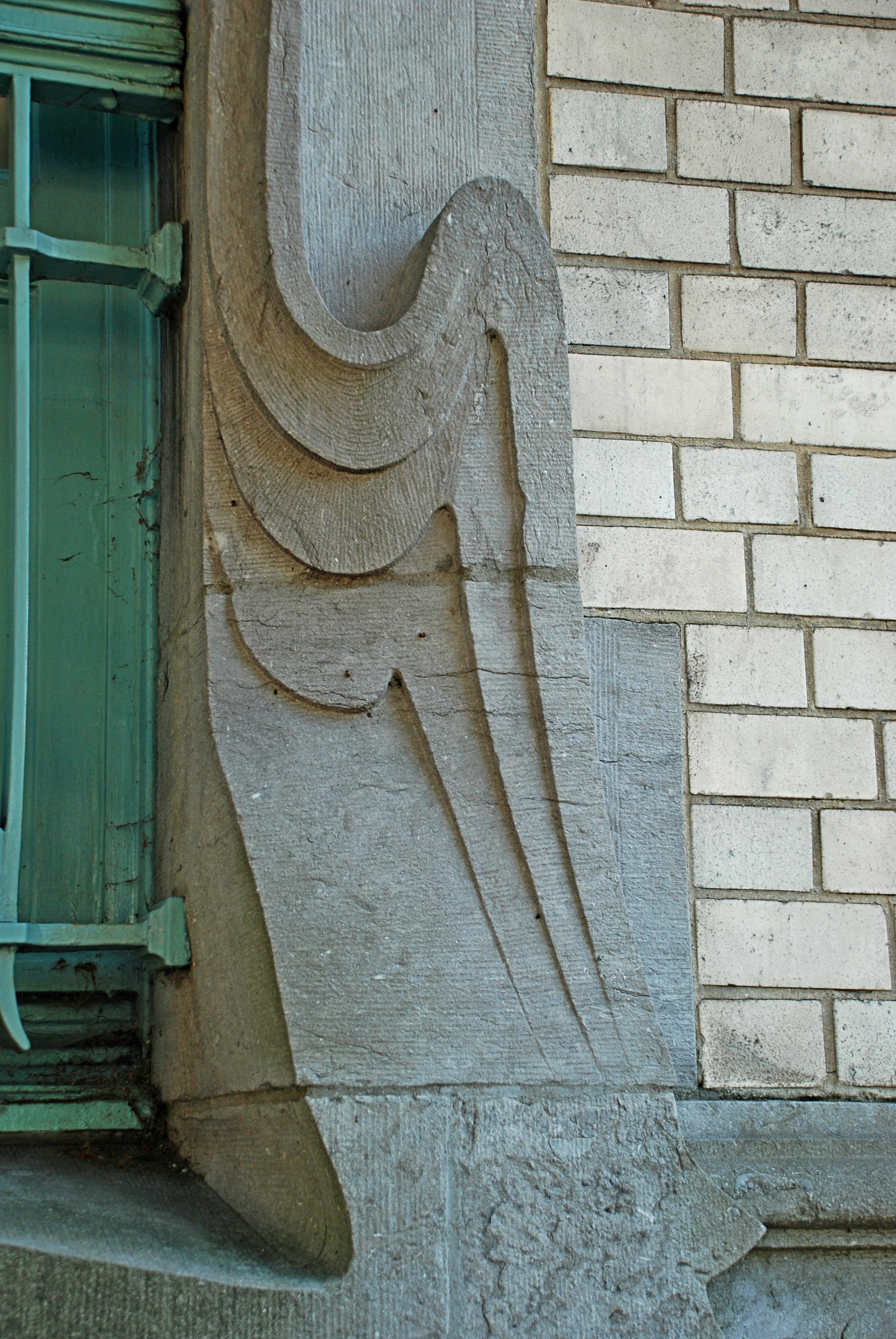
Avenue Besme 103 (détail).

### Immeubles de style « Art nouveau géométrique »
- 1903 : villa De Rooster, avenue Besme, 103 à Forest
- 1903 : rue des Carmélites, 177 à Forest
- 1902 : avenue Brugmann, 135 à Forest

### Immeubles de style éclectique
Immeubles de style éclectique
- 1900 : avenue Jef Lambeaux, 11 (Victor et Alphonse Boelens) à Saint-Gilles
- 1901 : chaussée d'Alsemberg, 52 et Avenue Adolphe Demeur 63-65 - inspiration néoclassique[2]
- 1902 : avenue Brugmann, 137 à Forest
- 1924 : rue des Bataves, 49[3] à Etterbeek